# Stari Grad Sarajevo
Stari Grad je jedna od općina Sarajeva i povijesno središte tog grada. Obuhvaća istočnu polovicu povijesnog dijela Sarajeva, uključujući  Alifakovac, Baščaršiju, Bentbašu, Bistrik, i Vratnik. Graniči s općinom Ilijaš na sjeveru, Istočni Stari Grad na istoku, Istočno Novo Sarajevo na jugu, te s općinama Centar i Novo Sarajevo na zapadu. Općina pokriva površinu od 51,4 km² na kojoj, prema procjenama iz 2002. godine, živi otprilike 38.167 ljudi. Mnoge od najpoznatijih sarajevskih građevina se nalaze u Starom Gradu, uključujući  Gazi Husrev-begovu džamiju i Vijećnicu.

## Stanovništvo
Po posljednjem službenom popisu stanovništva iz 1991. godine,  općina Stari Grad (jedna od sarajevskih gradskih općina) imala je 50.744 stanovnika, raspoređenih u 16 naselja.
| Stanovništvo općine Stari Grad |                 |                 |                 |
| godina popisa                  | 1991.           | 1981.           | 1971.           |
| Muslimani                      | 39.410 (77,66%) | 38.841 (69,13%) | 74.354 (58,73%) |
| Srbi                           | 5.150 (10,14%)  | 6.375 (11,34%)  | 27.658 (21,84%) |
| Hrvati                         | 1.126 (2,21%)   | 1.510 (2,68%)   | 12.903 (10,19%) |
| Jugoslaveni                    | 3.374 (6,64%)   | 7.878 (14,02%)  | 5.944 (4,69%)   |
| ostali i nepoznato             | 1.684 (3,31%)   | 1.577 (2,80%)   | 5.739 (4,53%)   |
| ukupno                         | 50.744          | 56.181          | 126.598         |

Na popisu 1971. godine, općina Stari Grad je bila jedinstvena s općinom Centar.

#### Sarajevo (dio naseljenog mjesta), nacionalni sastav
| Sarajevo (dio - Stari Grad) |                 |                 |                 |
| godina popisa               | 1991.           | 1981.           | 1971.           |
| Muslimani                   | 39.130 (80,19%) | 38.582 (71,69%) | 73.387 (60,35%) |
| Srbi                        | 3.509 (7,19%)   | 4.361 (8,10%)   | 23.712 (19,49%) |
| Hrvati                      | 1.121 (2,29%)   | 1.502 (2,79%)   | 12.887 (10,59%) |
| Jugoslaveni                 | 3.356 (6,87%)   | 7.830 (14,55%)  | 5.925 (4,87%)   |
| ostali i nepoznato          | 1.678 (3,43%)   | 1.538 (2,85%)   | 5.691 (4,68%)   |
| ukupno                      | 48.794          | 53.813          | 121.602         |

## Naseljena mjesta
Dio naseljenog mjesta 
Sarajevo, 
Barice, 
Blizanci, 
Bulozi, 
Donje Biosko, 
Donje Međuše, 
Dovlići, 
Faletići, 
Gornje Biosko, 
Gornje Međuše, 
Hreša, 
Kumane, 
Močioci, 
Njemanica, 
Studenkovići i 
Vučja Luka.